# Aluminiumsulfid
Aluminiumsulfid ist eine chemische Verbindung aus der Gruppe der Sulfide mit der Formel Al2S3.

## Herstellung
Aluminiumsulfid kann einfach aus den Elementen hergestellt werden:
{\displaystyle \mathrm {2\ Al+3\ S\longrightarrow Al_{2}S_{3}} }
Die Reaktion ist extrem exotherm und kann Temperaturen über 1100 °C erreichen, so dass das Produkt geschmolzen vorliegt. Bei der Wahl des Reaktionsgefäßes ist dies zu beachten. Das abgekühlte Produkt liegt in kleinen Kristallen vor und ist sehr hart.
Auch durch Reaktion von Aluminium mit Schwefelwasserstoff kann es erzeugt werden.
{\displaystyle \mathrm {2\ Al+3\ H_{2}S\longrightarrow Al_{2}S_{3}+3\ H_{2}} }

## Eigenschaften

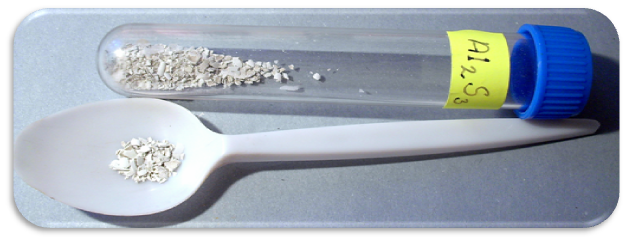
Aluminiumsulfid

Aluminiumsulfid ist ein gelbliches kristallines Pulver, das durch überschüssiges elementares Aluminium grau gefärbt sein kann. Es ist trimorph, kommt also in drei unterschiedlichen Kristallstrukturen vor. Dies sind eine Struktur vom Aluminiumoxid-Typ (Raumgruppe R3c (Raumgruppen-Nr. 167); Gitterparameter a = 647, c = 1227 pm), ein hexagonaler Typ (Raumgruppe P61 (Nr. 169), a = 642,3, c = 1783 pm) und ein Wurtzit-ähnlicher Typ (Raumgruppe P63mc (Nr. 186); a = 620,0, c = 582,9 pm).
Die Verbindung ist gegenüber Feuchtigkeit empfindlich, der Kontakt mit Wasser führt zur Hydrolyse und der Bildung von Schwefelwasserstoff und Aluminiumhydroxid. Diese Reaktion kann schon durch die Luftfeuchtigkeit ausgelöst werden. Unter oxidierenden Bedingungen kann sich der Stoff auch unter Freisetzung von Schwefeldioxid-Gas zersetzen.